# Dzierżążno Wielkie

Ehemalige evangelische Kirche in Groß Drensen

Dzierżążno Wielkie (deutsch Groß Drensen) ist ein Dorf in der Woiwodschaft Großpolen in Polen. Es gehört zur Gemeinde Wieleń (Filehne) im Powiat Czarnkowsko-Trzcianecki (Landkreis Czarnikau-Schönlanke).

## Geographische Lage
Das Dorf liegt in Großpolen, etwa elf Kilometer nördlich der Stadt Wieleń (Filehne) sowie vierzehn Kilometer südöstlich der Stadt Człopa (Schloppe).

## Geschichte
Groß Drensen wurde im Jahr 1563 erstmals erwähnt. Im Jahre 1595 wurde das Gotteshaus als Schurzbohlenbau errichtet und 1778 durch einen Fachwerkbau ersetzt. Die Kirchengemeinde umfasste auch die Orte Klein Drensen und Hansfelde und für eine geringere Zeit Gornitz, Ivenbusch und Carolina. Seit Einführung der Standesämter besaß der Ort auch ein eigenes Standesamt.
Bereits im Jahre 1631 wurden 55 Häuser erwähnt. Die Bevölkerung bestand 1653 unter anderem aus zwei Schulzen, zwei Krügern, neun Vollbauern, vierzehn Halbbauern, drei Kossäten und einem Pfarrer. Freibauern waren seit 1830 vertreten und wurden mit reichlich Wald ausgestattet.
Die Bauern im Dorf erhielten das Recht zum Teerbrennen sowie der Pfarrer die Erlaubnis zum kostenlosen und steuerfreien Roden einer Hufe.
Groß Drensen selbst gehörte zu einem kleinen Teil der Provinz Posen, welcher auch nach dem Ersten Weltkrieg zum Deutschen Reich gehörte. Von 1815 bis 1887 war Groß Drensen Teil des Kreises Czarnikau. 1887 wurde der Ort in den neugegründeten Kreis Filehne eingegliedert und gehörte nach dessen Auflösung zum neugebildeten Netzekreis, welcher zur Provinz Grenzmark Posen-Westpreußen gehörte. Nach Auflösung der Provinz Grenzmark Posen-Westpreußen im Jahre 1938 gehörte er zur Provinz Pommern.
Während der Vertreibung der deutschen Bevölkerung durch polnische Behörden im Jahre 1945 wurden siebzehn Häuser teilweise niedergebrannt. Im Dorf selber wurden neun Personen erschossen.

## Einwohnerzahlen
- 1885: 987
- 1925: 883, davon 864 Protestanten, 14 Katholiken sowie 4 Juden
- 1930: 833
- 2006: 503

## Verwaltungsgliederung
Dzierżążno Wielkie bildet ein Schulzenamt in der Gmina Wieleń und gehört mit dieser zum Powiat Czarnkowsko-Trzcianecki.